# Niesławny: Infamous – Festiwal krwi
Niesławny: Infamous – Festiwal krwi (oryginalna wersja językowa Infamous: Festival of Blood) – gra akcji o otwartym świecie wyprodukowana przez Sucker Punch Productions na konsolę PlayStation 3, której światowa premiera odbyła się 25 października 2011 roku. Akcja tytułu rozgrywa się w mieście New Marais, a gracz wciela się w znanego z poprzednich części serii Cole’a MacGratha obdarzonego nadnaturalnymi mocami. Główny bohater zostaje ukąszony przez wampirzycę i zmienia się w wampira. Gra została dobrze przyjęta przez recenzentów, uzyskując w agregatorach GameRankings i Metacritic odpowiednio 79,89% i 78/100 punktów. 

## Fabuła
Akcja Festiwalu krwi rozpoczyna się, kiedy Zeke, najlepszy przyjaciel głównego bohatera gry, siedzi samotnie w barze. Obok niego siada kobieta, której próbuje zaimponować. Rozpoczyna opowiadać historię Cole'a, rozgrywającą się w mieście New Marais. Cole udaje się do miejskich katakumb, aby uwolnić uwięzionych mieszkańców. Po dotarciu na miejsce, znajduje młodą kobietę, wołającą o pomoc. Gdy podchodzi do niej, kobieta okazuje się wampirzycą i atakuje go. Cole zostaje ogłuszony i porwany. Gdy odzyskuje przytomność, odkrywa, że leży obok zwłok pradawnej wampirzycy – Krwawej Mary. Po chwili jej sługa rani głównego bohatera, aby przebudzić wampirzycę. Ta budzi się i kąsa Cole'a. Wiele godzin później Cole ponownie odzyskuje przytomność. Jest zdezorientowany i pozbawiony swej wiernej broni, Ampa. Bohater ma czas do świtu, aby odnaleźć Krwawą Mary i wbić jej kołek w serce. W innym wypadku na zawsze pozostanie wampirem i będzie musiał unikać światła słonecznego. Cole zaczyna uczyć się nowych umiejętności, które zyskał po ugryzieniu. Dzięki temu łatwiej odnajduje wampiry atakujące New Marais i zabija je. Dzięki Zek'owi dowiaduje się o skutecznej broni przeciwko wampirom. Jednak przybywa po nią za późno, gdyż te już ją zdobyły. Cole zabija je i wyrusza do katakumb, aby unicestwić Krwawą Mary. Rano budzi się już po wszystkim, znowu będąc człowiekiem, a nie wampirem. Akcja gry ponownie przenosi się do baru, gdzie kobieta nie wierzy w opowiedzianą przez Zeke'a opowieść. Po chwili pojawia się Cole, który potrzebuje pomocy w odzyskaniu swojej broni – Ampa. Kobieta postanawia mu pomóc, a Zeke zauważa jej wampirze zęby. 

## Rozgrywka
Rozgrywka Niesławny: Infamous – Festiwal krwi nie różni się znacząco od tej przedstawionej w poprzednich częściach. Nadal jest do gra akcji przedstawiona z perspektywy trzeciej osoby posiadająca otwarty świat. Akcja produkcji rozgrywa się w południowej części miasta New Marais oraz katakumbach. Gracz wciela się w znanego z poprzednich części serii Cole’a MacGratha, który posiada nadnaturalne moce. Cole może biegać, skakać i wdrapywać się na budynki oraz inne obiekty. Rozgrywka skupia się głównie na walce z przeciwnikami przy pomocy różnorodnych mocy, tj. ciskania błyskawicami, rzucania elektrycznymi granatami i rakietami, ciskania wrogami i elementami otoczenia. W grze istnieje możliwość szybkiego przemieszczania się po mieście. Cole może ślizgać się po szynach lub kablach. Dzięki temu porusza się znacznie szybciej niż w przypadku biegania po ziemi. W Festiwalu krwi zyskał także nową umiejętność, jaką jest latanie, oraz wampirzy wzrok, który pozwala odnajdywać wampiry wśród ludzi, tajne przejścia, ukryte przedmioty oraz wskazówki. W grze nie występuje wskaźnik karmy zależny od wyborów moralnych gracza, który był obecny w poprzednich częściach. Cole posiada wyłącznie złą karmę oraz wskaźnik krwi. Dzięki temu może żywić się krwią przypadkowo spotkanych ludzi, która jest mu niezbędna do przeżycia i do uleczenia ran odniesionych w trakcie walk z wrogami.
Festiwalu krwi oferuje edytor umożliwiający tworzenie własnych misji i udostępniania ich przez internet innym graczom. Jest on wzbogacony o nowe elementy w stosunku do tego udostępnionego w Niesławny: Infamous 2. W grze istnieje opcja umożliwiająca wykorzystania kontrolera ruchowego PlayStation Move do sterowania Cole'em.

### Wersja polskojęzyczna
- Krzysztof Banaszyk – Cole MacGrath
- January Brunov – Zeke Dunbar
- Izabella Bukowska – Krwawa Mary[9]

### Wersja anglojęzyczna
- Eric Ladin – Cole MacGrath
- Caleb Moody – Zeke Dunbar
- April Stewart – Bloody Mary[10]

## Produkcja
Festiwal krwi został zapowiedziany na konferencji podczas targów gamescom przez firmę Sony jako gra dystrybuowana cyfrowo. Produkcja miała swoją premierę 25 października 2011 roku w Stanach Zjednoczonych i dzień później w Europie. W dniu premiery Sony opublikowało w internecie premierowy zwiastun gry, który zarysowywał fabułę i ukazywał rozgrywkę.
28 sierpnia 2012 roku w Stanach Zjednoczonych tytuł został wydany w pakiecie Infamous Collection wraz z Infamous oraz Niesławny: Infamous 2.

## Odbiór gry
Produkcja została dobrze przyjęta przez recenzentów. W agregatorach GameRankings i Metacritic otrzymała odpowiednio 79,89% i 78/100. Recenzent serwisu IGN, Colin Moriarty, docenił oprawę graficzną i dźwiękową, lecz krytykował długość gry i miał zastrzeżenia co do jej fabuły. Na długość rozgrywki zwrócił uwagę także Christian Donlan z serwisu Eurogamer, który wystawił grze najniższą ocenę spośród tych na stronach agregujących oceny gier komputerowych, czyli GameRankings i Metacritic. Z kolei Russ Pitts z serwisu Joystiq docenił większość jej elementów i wystawił maksymalną ocenę. Corey Schwanz z serwisu PlayStation LifeStyle za atuty uznał wprowadzenie do niej nowych mocy oraz wykorzystanie kontrolera PlayStation Move. Według niego gra dostarcza dużej ilości rozrywki pomimo tego, że jest bardzo krótka. Recenzent serwisu Edge pozytywnie ocenił wprowadzenie do serii wielu nowych rozwiązań w rozgrywce, jednak dodał również, że większość z nich jest zapożyczona z innych gier. Jako przykład podał wampirzy wzrok Cole'a, który jest kopią trybu detektywistycznego Batmana z gry Batman: Arkham Asylum. Łukasz Berliński z polskiego serwisu gram.pl docenił wielkość miasta, które udostępniono graczom, oraz nowe moce. Skrytykował natomiast krótki czas rozgrywki, małe zróżnicowanie rodzajów przeciwników oraz schematyczność misji pobocznych.
Festiwal krwi był najczęściej sprzedawaną grą w listopadzie 2011 roku na amerykańskim PlayStation Store oraz trzecią najczęściej sprzedawaną produkcją w 2011 roku na amerykańskim PlayStation Store, ustępującą tylko Tetrisowi i reedycji Resident Evil 4.